# Vjačeslav Kirilenko
Vjačeslav Kirilenko (ukr. Вячеслав Анатолійович Кириленко); (Ukrajina, Policke, 7. lipnja 1968.); je ukrajinski političar, filozof i povjesničar. Član je stranke desnog centra Narodni Savez Naša Ukrajina, koja se nalazi u koaliciji sa strankom Naša Ukrajina. U razdoblju od godinu dana u 2005. i 2006. godini obnašao je dužnost dopredsjednika Vlade. Njegova dužnost posebno se odnosila na rješavanje pitanja humanitarnog karaktera. Kirilenko uglavnom ima podršku mlađih ukrajinskih birača koji snažno zagovaraju brzi ulazak Ukrajine u Europsku uniju.

## Biografija
Vjačeslav Kirilenko rođen je u Kijevskoj oblasti, u središnjoj Ukrajini. Godine 1993. završio je studije filozofije na Kijevskom sveučilištu Taras Ševčenko. Na prijelazu u 1990.-te predvodio je niz demokratskih pokreta i društvenih organizacija među kojima se najviše isticao pokret Ruh Ukrajine. Iako aktivan mladi ukrajinski političar s tradicionalnim vrednovanjem i modernim svjetonazorom svejedno se nije uspio profilirati među jače političare sve do dolaska novog ukrajinskog predsjednika Viktora Juščenka. Godine 2005. izabran je na visoku dužnost potpredsjednika Vlade.

## Vezani članci
- Oleh Tjahnibok
- Anatolij Hricenko

## Vanjske poveznice
- Osobne stranice Vjačeslava Kirilenka (ukr.)  Arhivirana inačica izvorne stranice od 10. srpnja 2011. (Wayback Machine)
- Biografija Vačeslava Kirilenka (rus.)